# Communauté de communes du canton de Cazères
La communauté de communes du canton de Cazères est une ancienne communauté de communes française de la Haute-Garonne en région Occitanie.

## Historique
Communauté de communes créée le 1er janvier 2011. Elle succède au SIVOM du canton de Cazères.
Le schéma départemental de coopération intercommunale, arrêté par le préfet de Haute-Garonne le 24 mars 2016, prévoit la fusion de la communauté de communes du canton de Cazères avec les communautés de communes de la Louge et du Touch et du Savès à partir du 1er janvier 2017.
Le 1er janvier 2017, les communautés de communes du Canton de Cazères, de la Louge et du Touch et du Savès fusionnent pour constituer la communauté de communes Cœur de Garonne.

## Communes adhérentes
Composé de 16 communes dont les plus importantes sont Cazères, Martres-Tolosane et Boussens.
| Nom                   | Code Insee | Gentilé          | Superficie (km2) | Population (dernière pop. légale) | Densité (hab./km2) |
| --------------------- | ---------- | ---------------- | ---------------- | --------------------------------- | ------------------ |
| Cazères (siège)       | 31135      | Cazériens        | 19,55            | 4 871 (2014)                      | 249                |
| Boussens              | 31084      | Boussinois       | 4,33             | 1 122 (2014)                      | 259                |
| Couladère             | 31153      | Couladériens     | 2,18             | 437 (2014)                        | 200                |
| Francon               | 31196      | Franconais       | 9,54             | 235 (2014)                        | 25                 |
| Lescuns               | 31292      | Lescunais        | 3,01             | 68 (2014)                         | 23                 |
| Marignac-Laspeyres    | 31318      | Maripeyrains     | 12,41            | 214 (2014)                        | 17                 |
| Martres-Tolosane      | 31324      | Martrais         | 23,52            | 2 288 (2014)                      | 97                 |
| Mauran                | 31327      | Maurannais       | 5,09             | 206 (2014)                        | 40                 |
| Mondavezan            | 31349      | Mondavezanais    | 21,09            | 893 (2014)                        | 42                 |
| Montberaud            | 31362      | Montberaudois    | 15,87            | 213 (2014)                        | 13                 |
| Montclar-de-Comminges | 31367      | Montclarais      | 6,45             | 94 (2014)                         | 15                 |
| Palaminy              | 31406      | Palaminyciens    | 11,13            | 807 (2014)                        | 73                 |
| Plagne                | 31422      | Plagnains        | 4,15             | 100 (2014)                        | 24                 |
| Le Plan               | 31425      | Planois          | 8,02             | 462 (2014)                        | 58                 |
| Saint-Michel          | 31505      | Saint-Michelains | 15,53            | 313 (2014)                        | 20                 |
| Sana                  | 31530      | Sanasiens        | 2,74             | 236 (2014)                        | 86                 |

## Démographie
| 2010   | 2012   | 2013   |
| ------ | ------ | ------ |
| 12 077 | 12 400 | 12 483 |

## Administration
| Période | Période          | Identité       | Étiquette | Qualité                                                 |
| ------- | ---------------- | -------------- | --------- | ------------------------------------------------------- |
| 2011    | 31 décembre 2016 | Christian Sans | PS        | 1re élection conseiller départemental maire de Boussens |